# Nike-X

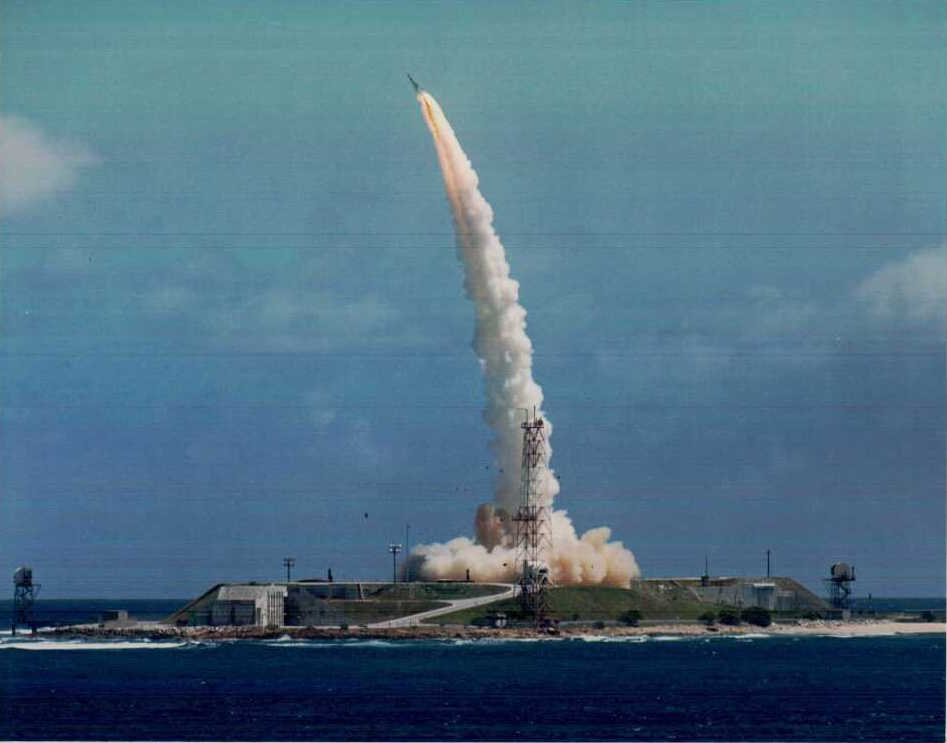
El misil Sprint era el arma principal del sistema Nike-X, interceptando ojivas ICBM enemigas sólo unos segundos antes de que explotaran.

Nike-X era un sistema de misiles antibalísticos (ABM) diseñado en la década de 1960 por el ejército de los Estados Unidos para proteger las principales ciudades de los Estados Unidos de los ataques de la flota de misiles balísticos intercontinentales (ICBM) de la Unión Soviética durante la Guerra Fría. La X en el nombre hacía referencia a su base experimental y se suponía que sería reemplazada por un nombre más apropiado cuando el sistema se pusiera en producción. Esto nunca sucedió; en 1967 el programa Nike-X fue cancelado y reemplazado por un sistema de defensa mucho más ligero conocido como Programa Sentinel.
El sistema Nike-X se desarrolló en respuesta a las limitaciones del anterior sistema Nike Zeus. Los radares de Zeus sólo podían rastrear objetivos individuales, y se calculó que una salva de sólo cuatro misiles balísticos intercontinentales tendría un 90% de posibilidades de alcanzar una base de Zeus. El atacante también podría utilizar reflectores de radar o explosiones nucleares a gran altitud para oscurecer las ojivas hasta que estuvieran demasiado cerca para atacar, lo que hace que un ataque con una sola ojiva tenga muchas probabilidades de tener éxito. Zeus habría sido útil a finales de la década de 1950, cuando los soviéticos sólo tenían unas pocas docenas de misiles, pero sería de poca utilidad a principios de la década de 1960, cuando se creía que tendrían cientos.
El concepto clave que condujo a Nike-X fue que la atmósfera que se espesaba rápidamente por debajo de los 60 kilómetros (37 millas) de altitud interrumpía los reflectores y las explosiones. Nike-X tenía la intención de esperar hasta que las ojivas enemigas descendieran por debajo de esta altitud y luego atacarlas usando un misil muy rápido conocido como Sprint. Todo el enfrentamiento duraría sólo unos segundos y podría tener lugar a tan solo 25.000 pies (7.600 m). Para proporcionar la velocidad y precisión necesarias, así como para hacer frente a ataques con múltiples ojivas, Nike-X utilizó un nuevo sistema de radar y computadoras que llenaban edificios y que podían rastrear cientos de objetos a la vez y controlar salvas de muchos Sprints. Sería necesario que llegaran muchas docenas de ojivas al mismo tiempo para abrumar al sistema.
Construir un despliegue completo habría sido extremadamente costoso, del orden del presupuesto anual total del Departamento de Defensa de los Estados Unidos, Robert McNamara, el Secretario de Defensa, creía que el coste no podía justificarse y le preocupaba que condujera a una nueva carrera de armamento nuclear. Ordenó a los equipos que consideraran despliegues donde un número limitado de interceptores aún pudieran ser militarmente útiles. Entre ellos, el concepto I-67 sugería construir una defensa ligera contra ataques muy limitados. Cuando la República Popular China hizo explotar su primera bomba H en junio de 1967, la I-67 fue promovida como defensa contra un ataque chino, y este sistema se convirtió en Sentinel en octubre. El desarrollo de Nike-X, en su forma original, terminó.